# Emmanuel Abraham
Emmanuel Abraham, född 17 mars 1913 i Gimbi i regionen Oromia, död 22 oktober 2016 i Addis Abeba, var en etiopisk politiker och kyrkoledare.

## Uppväxt och privatliv
Emmanuel Abraham föddes 1913 som fjärde barnet – det första överlevande – till de kristna föräldrarna Abraham Tato och Qanatu Malimo. Fadern, som blivit kristen genom svensk EFS-mission, hade efter bön om fjärde barnets överlevnad, drömt att Gud lovade honom en son som skulle få namnet Emmanuel. Pojken döptes enligt etiopisk-ortodox sed.
Emmanuel Abraham gick i missionsskola och lärde sig engelska och landets majoritetsspråk amhariska, varefter han utifrån sina goda studieresultat av myndigheterna erbjöds en reservplats på Teferi Mekonnen-skolan i Addis Abeba. Utbildningen ledde till en tidig yrkeskarriär som lärare och rektor.
Den 12 januari 1947 gifte sig Emmanuel Abraham med Elleni Alemayehu. Paret fick fyra barn och förblev gifta till hustruns död 2002. Emmanuel Abraham själv avled i Addis Abeba 2016 i en ålder av 103 år.

## Politisk karriär
När kejsar Haile Selassie 1935 reste till London för att vädja om internationellt stöd i en krissituation då Italien hotade att invadera Etiopien, tog han med sig guvernören för regionen Chercher, Azazj Workneh, vilken i sin tur valde Emmanuel Abraham som sin sekreterare. Presidentens diplomatiska uppdrag blev snart en landsflykt och inom några år blev Emmanuel Abraham statssekreterare åt exilregenten.
När den italienska ockupationsmakten besegrades 1941 återvände Haile Selassie till Etiopien och 1943 fick också Emmanuel Abraham komma hem. Under cirka tre år var han generaldirektör för utbildningsministeriet, innan han 1947 fick lämna den posten, enligt egen utsago huvudsakligen för att han inte tillhörde den etiopisk-ortodoxa majoritetskyrkan. Han hade då bidragit till att bygga åtskilliga skolor ute i landet; tidigare hade läskunnighet bland andra folkgrupper än amharerna varit ovanlig.
I september 1947 var Emmanuel Abraham en av Etiopiens delegater till FN:s generalförsamlings andra session. Därefter hade han diplomatiska befattningar i Indien, Italien och Storbritannien under ett drygt decennium. Från år 1959 innehade han olika ministerposter tills den kejserliga regeringen avsattes vid den kommunistiska revolutionen 1974. Efter ett års fängelsevistelse släpptes han, då man kommit fram till att han inte låtit sig korrumperas. Under sin politiska karriär bidrog Emmanuel Abraham till bildandet av Organisationen för afrikansk enhet, föregångaren till Afrikanska unionen.

## Kyrklig karriär
Emmanuel Abrahams kyrkliga karriär löpte parallellt med den politiska och färgades liksom denna av en kamp för frigörelse från europeiskt överförmynderi. Hans kristna tro utvecklades under vistelsen i London med president Selassie, och när han återvände till Addis Abeba 1943 anslöt han sig genast till den lutherska Mekane Yesus-kyrkan, där han snart blev vald till äldste.
Från den 25 januari 1963 till samma datum 1985 var han president för Mekane Yesus-kyrkan, vilken han flera gånger representerade vid All-Africa Lutheran Conference. Han satt i Lutherska världsförbundets exekutiva kommitté 1957–1984.
När den första "Conference of Ethiopian Evangelical Churches", ett ekumeniskt protestantiskt rådslag, hölls 1944 var Emmanuel Abraham ordförande. Det var ett möte på de etiopiska kyrkoledarnas eget initiativ som genomfördes utan medverkan av utländska missionärer. Afrikansk enhet och frihet var viktiga drivkrafter bakom Emmanuel Abrahams engagemang såväl kyrkligt som politiskt.